# Taleporiinae
A Taleporiinae a valódi lepkék (Glossata) alrendjébe tartozó zsákhordó lepkefélék (Psychidae) családjának egyik alcsaládja.

## Rendszertani felosztása a Magyarországon ismertebb fajokkal
Az alcsaládot két nemzetségre és nemzetségen kívüli nemekre osztják:
1. Eotaleporiini nemzetség (Sauter, 1986) egyetlen nem egyetlen fajával:
- Eotaleporia (Sauter, 1986):
  - Eotaleporia lusitaniella

2. Taleporiini nemzetség 10 nemmel:
- Altobankesia
- Bankesia (Tutt, 1899)
- Barbaroscardia
- Kozhantshikovia
- Lytrophila
- Picrospora
- Pseudobankesia (Meier, 1963)
- Sciopetris (Meyrick, 1891)
- Taleporia (Hb., 1825; alias Capillaria Haworth, 1828 Chersis Guenée, 1845 alias Cochleophasia Curtis, 1834  alias Taleporina Siebold, 1879)
  - sárga csövesmoly (Taleporia politella Ochsenheimer, 1816) – szerte az országból ismert (Buschmann, 2003 Pastorális, 2011; Pastorális & Szeőke, 2011);
  - közönséges csövesmoly (Taleporia tubulosa Retzius, 1783) – szerte az országból ismert (Buschmann, 2003; Pastorális, 2011; Pastorális & Szeőke, 2011);
- Thranitica

9.3. nemzetségen kívül 5 nem:
- Apaphristis
- Archaeoneura
- Cebysa
- Cuphomantis
- Grypotheca